# Ostrovy Balabalagan
Indonéské ostrovy Balabalagan (indonésky Kepulauan Bala-Balakang, Balabalakang, Gugus Pulau Amb) se nachází v Makassarském průlivu mezi Borneem (Kalimantan) a Sulawesi (Celebes). Administrativně náleží provincie Západní Sulawesi (Sulawesi Barat). Ostrovy mají rozlohu 21,86 čtverečných kilometrů.

## Geografie
Malé ostrovy tvoří okres (Kecamatan) správního obvodu Mamuju (Kabupaten Mamuju). Okres byl oddělen distriktu od Simboro v roce 2010. Okres Kepulauan Bala-Balakang je rozdělen do tří obcí Kepulauan Bala-Balakang (hlavní obec), Bala-balakang Timur a Popoongan.
Ostrovy jsou tvořeny korály a korálovým pískem. Zdroj z 19. století uvádí zprávu o ostrovech, které jsou hustě zalesněné. Rovněž uvádí, že kanály mezi ostrůvky se obtížně naviguje, ale jsou bohaté na ryby, které loví domorodci etnika Bajau.
Hlavním ostrovem je Ambo (Pulau Ambo), který se nachází přibližně 202 kilometrů od Mamuju na Sulawesi. Další ostrovy jsou Anak Malamber, Labia, Malamber, Popoongan (Popo'ongan, Popoongang), Sabakkatang, Saboyang (Saboeang), Salingsingan, Salissingang, Samataha, Seloang a Tappilagang. Ostrovy jsou také známé jako skupina ostrovů, ale nejsou souvislým souostrovím. Dělí se na severní a jižní Ambo.
Zdroj čerstvé vody je k dispozici pouze v Saboyangu, jinak jsou obyvatelé závislí na zásobování dešťovou vodou.

## Obyvatelstvo
V roce 2015 žilo na ostrovech 2 611 obyvatel, některé ostrovy jsou neobydlené. Obyvatelé jsou hlavně Mandarové, existují také menšiny Massakaranů, ze severních Moluk a Bajauané. Obyvatelé Salingsingangu pocházejí ze správního obvodu Majene a přišli na ostrovy se teprve na počátku 20. století, zatímco ostrov Ambo byl dlouho používán jako základna  mandarskými rybáři.

## Ekonomika a doprava
Na ostrovech existují konflikty kvůli nezákonnému rybolovu dynamitem. Ostrov Tappilagang, který leží na severu souostroví, je často využíván jako základna pro rybolov dynamitem. Ostrovy navštěvují lodě z Mamuju a Balikpapan (na Borneu). Obzvláště Salissingang a Sabakkatang, které jsou blíže k Borneu než Sulawesi, dostávají předměty z Balikpapanu.
Na ostrovech byla objevena ropná ložiska.
V roce 2014 měl ostrov Ambo solární systém přibližně pro sto rodin ve vesnicích Severního a Jižního Amba.